# Episodi de Il Trono di Spade (prima stagione)
La prima stagione della serie televisiva Il Trono di Spade (Game of Thrones), composta da dieci episodi, è stata trasmessa sul canale statunitense HBO dal 17 aprile al 20 giugno 2011.
In Italia, la stagione è andata in onda in prima visione sul canale satellitare Sky Cinema 1 dall'11 novembre al 9 dicembre 2011. È stata trasmessa in chiaro dal 2 al 30 maggio 2013 su Rai 4.
Cast
Durante questa stagione escono dal cast principale Sean Bean, Mark Addy e Harry Lloyd.
| nº | Titolo originale                     | Titolo italiano         | Prima TV USA   | Prima TV Italia  |
| -- | ------------------------------------ | ----------------------- | -------------- | ---------------- |
| 1  | Winter Is Coming                     | L'inverno sta arrivando | 17 aprile 2011 | 11 novembre 2011 |
| 2  | The Kingsroad                        | La Strada del Re        | 24 aprile 2011 | 11 novembre 2011 |
| 3  | Lord Snow                            | Lord Snow               | 1º maggio 2011 | 18 novembre 2011 |
| 4  | Cripples, Bastards and Broken Things | Il giuramento           | 8 maggio 2011  | 18 novembre 2011 |
| 5  | The Wolf and the Lion                | Il lupo e il leone      | 15 maggio 2011 | 25 novembre 2011 |
| 6  | A Golden Crown                       | La corona d'oro         | 22 maggio 2011 | 25 novembre 2011 |
| 7  | You Win or You Die                   | Il gioco dei troni      | 29 maggio 2011 | 2 dicembre 2011  |
| 8  | The Pointy End                       | La guerra alle porte    | 5 giugno 2011  | 2 dicembre 2011  |
| 9  | Baelor                               | La confessione          | 12 giugno 2011 | 9 dicembre 2011  |
| 10 | Fire and Blood                       | Fuoco e sangue          | 19 giugno 2011 | 9 dicembre 2011  |

## L'inverno sta arrivando

Immagine dalla sigla.

- Titolo originale: Winter Is Coming
- Diretto da: Tim Van Patten
- Scritto da: David Benioff e D.B. Weiss

### Trama
A nord della Barriera, una mastodontica muraglia di ghiaccio che separa il continente occidentale di Westeros dalle minacce delle gelide Terre dell'Eterno Inverno, un trio di Guardiani della Notte è in perlustrazione nella Foresta Stregata, alla ricerca della popolazione nomade dei bruti. Improvvisamente, il gruppo subisce un'imboscata tesa dai cosiddetti "Estranei", creature di ghiaccio spietate e leggendarie, ma ritenute ormai estinte da secoli.
A sud della Barriera, il resto del continente è rappresentato dai Sette Regni di Westeros, governati da re Robert, primo sovrano della dinastia Baratheon dopo secoli di indiscusso dominio Targaryen. Nella città capitale di Approdo del Re, il suo Primo Cavaliere (Viceré), muore improvvisamente in circostanze misteriose. La regina consorte Cersei e suo fratello gemello Jaime, entrambi del casato Lannister, commentano la morte dell’uomo con disprezzo.
A Grande Inverno, capoluogo del Nord, uno dei Sette Regni che compongono Westeros e sede della nobile Casa Stark, l’unico Guardiano della Notte sopravvissuto all'attacco degli Estranei viene catturato e giudicato disertore, motivo per cui l'onorevole Eddard "Ned" Stark, Lord Protettore del Nord, emette la sua condanna a morte.
Di ritorno al suo castello, Eddard e il suo seguito si imbattono nel cadavere di una meta-lupa, un'antica bestia ritenuta ormai estinta e originaria delle Terre dell'Eterno Inverno, e nella sua cucciolata. Ned decide di affidare i sei cuccioli di meta-lupo, che rappresentano il vessillo della sua nobile casata, ai suoi sei figli: Robb, Sansa, Arya, Bran, Rickon e il bastardo Jon Snow.
Catelyn Tully, amorevole moglie di Eddard, comunica al marito la notizia della dipartita del Primo Cavaliere di Robert, Jon Arryn, e dell'incombente arrivo di una carovana reale proveniente dalla capitale, che conta re Robert Baratheon, i principi reali Joffrey, Myrcella e Tommen, la regina Cersei e i fratelli di quest'ultima: Jaime, suo gemello, e Tyrion Lannister, un nano soprannominato il "Folletto".
Il giorno della sua venuta, Robert, fedele amico di Ned col quale ha combattuto per la conquista del Trono di Spade, gli offre la carica di Primo Cavaliere, detenuta in precedenza da Arryn, e in più prospetta a Eddard l'idea di unire le loro due casate con un matrimonio combinato tra i rispettivi figli, Joffrey e Sansa.
Eddard Stark e Jon Arryn in passato erano stati molto legati, tanto che Ned lo considerava come un padre. La sorella di Catelyn, Lysa Tully, è vedova del defunto Jon Arryn: una strana lettera della donna incolpa i Lannister come responsabili della morte di suo marito; spaventato da questa rivelazione, Ned accetta l'incarico di Robert per spostarsi ad Approdo del Re e scoprire la verità su quanto accaduto.
Il giorno successivo, mentre si sta arrampicando su di una torre, il piccolo Bran sorprende casualmente i gemelli Lannister, Cersei e Jaime, durante un rapporto incestuoso; Jaime scaraventa Bran giù dalla finestra, nella speranza di salvaguardare il loro scottante segreto.
Nel frattempo, aldilà del Mare Stretto, nel continente orientale di Essos, la giovane Daenerys Targaryen viene costretta dal suo crudele e borioso fratello maggiore Viserys Targaryen a sposare Khal Drogo, il capo di una vasta tribù di fenomenali e barbarici guerrieri, i Dothraki, di cui Viserys intende usufruire per potersi riappropriare del Trono di Spade. I due fratelli sono gli ultimi rappresentanti viventi della famiglia Targaryen, la precedente dinastia regnante incontrastata per millenni ma spodestata 17 anni prima durante una sanguinosa ribellione comandata da Robert Baratheon.
In occasione del suo matrimonio con Drogo, a Daenerys vengono regalati dei libri da ser Jorah Mormont, ex lord di una casata minore del Nord di Westeros e ora in esilio ad Essos, e delle uova di drago pietrificate da Magistro Illyrio Mopatis, presso cui lei e Viserys hanno alloggiato di recente. Successivamente, i due sposi consumano la loro prima notte di nozze.
- Durata: 62 minuti[6]
- Guest star: Donald Sumpter (Maestro Luwin), Jamie Sives (Jory Cassel), Ron Donachie (Ser Rodrik Cassel), Joseph Mawle (Benjen Stark), Roger Allam (Magistro Illyrio Mopatis), Dar Salim (Qotho), Esmé Bianco (Ros), Susan Brown (Septa Mordane), Bronson Webb (Will), John Standing (Lord Jon Arryn), Rob Ostlere (Waymar Royce), Dermot Keaney (Gared), Art Parkinson (Rickon Stark), Callum Wharry (Principe Tommen Baratheon), Aimee Richardson (Principessa Myrcella Baratheon), Kristian Nairn (Hodor), Rania Zouari (Serva di Pentos), Ian Whyte (Estraneo), Spencer Wilding (Estraneo), Claire Wright (Bambina bruta/Spettro).
- Capitoli trasposti dalle Cronache del ghiaccio e del fuoco: 1 (Prologo), 2 (Bran I), 3 (Catelyn I), 4 (Daenerys I), 5 (Eddard I), 6 (Jon I), 7 (Catelyn II), 9 (Bran II) e 12 (Daenerys II) del romanzo Il gioco del trono (A Game of Thrones).
- Tracce della colonna sonora presenti: North of the Wall, The King's Arrival, A Raven from King's Landing, Things I Do for Love, A Golden Crown.
- Ascolti USA: telespettatori 2 222 000[7]
- Ascolti Italia (pay): telespettatori 358 550[8]
- Ascolti Italia (free): telespettatori 669 000 – share 2,32%[9]

## La Strada del Re
- Titolo originale: The Kingsroad
- Diretto da: Tim Van Patten
- Scritto da: David Benioff e D.B. Weiss

### Trama
Poco prima di ripartire verso Approdo del Re, Cersei e Jaime vengono a sapere che Bran è miracolosamente sopravvissuto alla caduta dalla torre, sprofondando tuttavia in uno stato di coma.
Mentre la carovana reale s'incammina per la capitale, seguita da Ned e dalle sue due figlie femmine, Sansa ed Arya, Jon prende la decisione di unirsi ai Guardiani della Notte, accompagnato da suo zio, Benjen Stark (fratello minore di Ned e primo ranger della confraternita), e da Tyrion, in visita di piacere alla Barriera.
Una notte, nelle stanze private di Bran, penetra un assassino che cerca di uccidere il ragazzo in coma; soltanto l'intervento di Estate (meta-lupo di Bran) riesce a trarre in salvo sia il padrone, sia Catelyn.
Scossa dall'avvenimento, Cat indaga a fondo e, all'interno della torre da cui Bran è precipitato, rinviene un capello biondo che, assieme al criptico messaggio di sua sorella Lysa, non fa che accrescere i suoi sospetti su un possibile coinvolgimento dei Lannister (dato che i membri di questa casata sono tutti notoriamente biondi).
Catelyn, alla fine, decide di cavalcare in segreto fino ad Approdo del Re, per mettere in guardia Ned contro i Lannister.
Durante la marcia verso la capitale, lungo la Strada del Re, Eddard e Robert discutono circa il matrimonio di Daenerys e Khal Drogo. In questo frangente, Robert esprime tutto il suo odio nei confronti dell'intera dinastia Targaryen, dato che furono proprio Aerys II Targaryen, detto il "Re Folle", e suo figlio maggiore, Rhaegar Targaryen, il motivo per il quale scese in guerra ed usurpò loro il Trono di Spade, in ritorsione al rapimento e alla morte di Lyanna Stark, sorella minore di Ned, nonché promessa sposa di Robert.
Intanto, Arya, una ragazzina dall'animo ribelle ed anticonformista, si allena con la spada per affinare le sue abilità; infatti, poco prima di partire per la Barriera, Jon le aveva regalato un piccolo pugnale, che lei ha ribattezzato "Ago".
La giovane Sansa, che da quando ha scoperto di essere stata "fidanzata" al principe Joffrey non vede l'ora di passare del tempo con lui, accetta di buon grado l'invito dell'erede al Trono per una passeggiata, ma i due finiscono per imbattersi in Arya, alle prese con un "duello di allenamento alla spada".
Joffrey, in un gesto di pura prepotenza, assale l'amico garzone di Arya, Mycah, con cui la bambina stava allenandosi, così la piccola Stark aggredisce il principe, che poco dopo viene ferito da Nymeria, meta-lupa di Arya.
Per salvare Nymeria dall'ira di Joffrey, Arya riesce a farla disperdere tra la boscaglia locale, ma Robert, su insistenza di Cersei, impone che la meta-lupa di Sansa, Lady, venga uccisa al posto di Nymeria.
Nel mentre, Sandor Clegane, guardia del corpo del principe ereditario, ammazza il povero Mycah.
Nell'attimo stesso in cui Ned, a malincuore, sopprime Lady, Bran si risveglia dal coma a Grande Inverno.
Ad Essos, nell'accampamento Dothraki, Daenerys comincia ad abituarsi al suo stato di "Khaleesi" e lascia che la sua ancella, Doreah, le insegni i segreti dell'erotismo per impressionare Drogo. 
- Durata: 55 minuti[10]
- Guest star: Donald Sumpter (Maestro Luwin), Jamie Sives (Jory Cassel), Ron Donachie (Ser Rodrik Cassel), Joseph Mawle (Benjen Stark), Roxanne McKee (Doreah), Dar Salim (Qotho), Amrita Acharia (Irri), Sarita Piotrowski (Jhiqui), Wilko Johnson (Ser Ilyn Payne), Rhodri Hosking (Mycah), Luke McEwan (Rast), Lalor Roddy (Assassino), Conor Delaney (Guardia dei Lannister), Callum Wharry (Principe Tommen Baratheon), Aimee Richardson (Principessa Myrcella Baratheon).
- Capitoli trasposti dalle Cronache del ghiaccio e del fuoco: 10 (Tyrion I), 11 (Jon II), 13 (Eddard II), 14 (Tyrion II), 15 (Catelyn III), 16 (Sansa I), 17 (Eddard III), 18 (Bran III) e 24 (Daenerys III) del romanzo Il gioco del trono (A Game of Thrones).
- Tracce della colonna sonora presenti: Goodbye Brother, The Kingsroad, Love in the Eyes, Winter Is Coming, A Bird Without Feathers, The Assassin's Dagger, To Vaes Dothrak, The North Remembers.
- Ascolti USA: telespettatori 2 202 000 – share 2%[11]
- Ascolti Italia (pay): telespettatori 358 084[8]
- Ascolti Italia (free): telespettatori 656 000 – share 2,60%[9]

## Lord Snow
- Titolo originale: Lord Snow
- Diretto da: Brian Kirk
- Scritto da: David Benioff e D.B. Weiss

### Trama
Una volta giunto ad Approdo del Re, Ned viene accolto da Jaime nella Sala del Trono di Spade, dove i due rievocano aneddoti del passato riguardo al precedente sovrano di Westeros, Aerys II Targaryen, il Re Folle, che uccise barbaramente il padre (Rickard) ed il fratello maggiore (Brandon) di Eddard, per poi essere eliminato a tradimento dallo stesso Jaime, ai tempi un membro della sua Guardia Reale e che, da allora, viene ricordato in qualità di "Sterminatore di Re".
Durante una riunione del Concilio Ristretto, composto da Renly Baratheon (fratello minore di re Robert e Maestro delle Leggi), da Petyr "Ditocorto" Baelish (Maestro del Conio), dall'eunuco Varys (Maestro dei Sussurri e responsabile dello spionaggio) e dal Gran Maestro Pycelle (dotto e guaritore della Cittadella), Ned scopre che la Corona è fortemente indebitata, specialmente nei confronti della Casa Lannister.
Intanto, Catelyn arriva in gran segreto ad Approdo del Re, ma le spie di Varys la riconoscono immediatamente e pertanto la scortano in uno dei bordelli gestiti da Ditocorto, amico di vecchia data di Cat. Qui, la donna mostra a Baelish e a Varys l'arma adoperata dal sicario mandato ad uccidere Bran. Petyr ammette che la daga, forgiata in Acciaio di Valyria, apparteneva a lui, prima di averla ceduta a Tyrion a causa di una scommessa persa; dopodiché, Baelish promette a Catelyn di aiutare Ned a venirne a capo.
Alla fine, dopo aver salutato il marito con un caloroso bacio, lady Stark si rimette in marcia verso Grande Inverno.
La tensione tra Sansa ed Arya è salita alle stelle dalla morte di Lady, e Ned, nel tentativo di consolare Arya, apprende della passione della figlia per i duelli con la spada; per questo motivo, l'uomo ingaggia Syrio Forel, un abilissimo schermidore braavosiano, nella speranza che insegni alla ragazzina come combattere secondo le tecniche orientali della "Danza dell'Acqua".
A Grande Inverno, Bran è ormai cosciente ma, purtroppo, oltre ad aver dimenticato ciò che gli è capitato, ha perso l'uso delle gambe e per questo motivo è profondamente amareggiato.
Jon inizia il suo addestramento al Castello Nero dei Guardiani della Notte, situato ai piedi della Barriera, dimostrandosi già molto abile e schernendo i neo-arruolati, anche se apprende che la vera natura dei suoi confratelli si è ridotta ad una mera colonia penale, caratterizzata principalmente da malviventi, ladri, stupratori ed assassini.
In seguito, Benjen, zio di Jon, parte per una missione di ricerca dei bruti (popolo nomade e barbaro che spesso e volentieri compie razzie ai danni della società civilizzata) oltre la Barriera.
Tyrion, ospite al Castello Nero, viene umilmente pregato dal Lord Comandante dei Guardiani della Notte, Jeor Mormont (padre di ser Jorah), e da Maestro Aemon, di intercedere tramite sua sorella Cersei, la regina, affinché re Robert invii loro più reclute per contrastare la minaccia dei bruti.
Nel Mare Dothraki, un'immensa pianura verdeggiante di Essos, Daenerys riesce pian piano ad integrarsi tra il popolo dei Dothraki, adottando i loro usi e costumi, parlando la loro lingua e comportandosi da vera Khaleesi, il che suscita le angherie di Viserys, ansioso di riacquisire al più presto il pieno potere di Westeros.
Daenerys scopre inoltre di essere incinta di Drogo.
- Durata: 57 minuti[12]
- Guest star: Conleth Hill (Lord Varys), James Cosmo (Lord Jeor Mormont), Owen Teale (Ser Alliser Thorne), Jamie Sives (Jory Cassel), Ian McElhinney (Ser Barristan Selmy), Ron Donachie (Ser Rodrik Cassel), Joseph Mawle (Benjen Stark), Francis Magee (Yoren), Julian Glover (Gran Maestro Pycelle), Gethin Anthony (Lord Renly Baratheon), Peter Vaughan (Maestro Aemon), Miltos Yerolemou (Syrio Forel), Margaret John (Vecchia Nan), Susan Brown (Septa Mordane), Robert Sterne (Araldo reale), Mark Stanley (Grenn), Josef Altin (Pypar), Luke McEwan (Rast), Elyes Gabel (Rakharo), Amrita Acharia (Irri), Eugene Simon (Lancel Lannister), Paul Portelli (Uomo ubriaco), Nickovich Sammut (Cappa Dorata 1), Seamus Kelly (Cappa Dorata 2), Emily Diamond (Prostituta).
- Capitoli trasposti dalle Cronache del ghiaccio e del fuoco: 19 (Catelyn IV), 20 (Jon III), 21 (Eddard IV), 22 (Tyrion III), 23 (Arya II), 24 (Daenerys III) e 25 (Bran IV) del romanzo Il gioco del trono (A Game of Thrones); 2 (Jaime I) del romanzo Tempesta di spade (A Storm of Swords).
- Tracce della colonna sonora presenti: The Kingsroad, The Wall, The Pointy End, The Old Gods and the New.
- Ascolti USA: telespettatori 2 438 000 – share 2%[13]
- Ascolti Italia (pay): telespettatori 285 645[14]
- Ascolti Italia (free): telespettatori 418 000 – share 1,49%[15]

## Il giuramento
- Titolo originale: Cripples, Bastards, and Broken Things
- Diretto da: Brian Kirk
- Scritto da: Bryan Cogman

### Trama
Ad Approdo del Re, Sansa è ancora distrutta dopo l'uccisione di Lady, la sua meta-lupa.
Eddard chiede al Gran Maestro Pycelle informazioni sulla morte del suo predecessore, il Primo Cavaliere Jon Arryn. Il Gran Maestro gli rivela quindi che Arryn, poco prima di morire, gli aveva chiesto in prestito un libro: "Storia e discendenze delle Grandi Casate Nobili dei Sette Regni". Ned, incuriosito, si fa consegnare il volume.
Cercando altre informazioni sulla morte di Arryn da Ditocorto, Eddard indaga su un armaiolo, che gli racconta di come l'ex Primo Cavaliere si recasse spesso da lui per parlare con il suo apprendista, un ragazzo di nome Gendry; Ned, guardandolo negli occhi, capisce che si tratta di uno dei tanti figli bastardi di re Robert.
Sulla Barriera, intanto, arriva Samwell Tarly, un ragazzo dell'Altopiano (altro regno facente parte dei Sette Regni e amministrato dalla Casa Tyrell) piuttosto grassoccio e incapace di combattere, che diviene oggetto di nonnismo da parte dell'addestratore, ser Alliser Thorne. Jon, non condividendo i metodi dell'addestratore, cerca di proteggere Sam ed invita i suoi nuovi amici, Grenn e Pyp, a fare altrettanto.
Ad Approdo del Re inizia un torneo indetto per festeggiare la nomina di Eddard come Primo Cavaliere. Durante il primo assalto alla giostra, Baelish racconta strane verità su Sandor Clegane, detto "il Mastino", ad una sconvolta Sansa.
 Durante il torneo, inoltre, la regina Cersei si reca da Eddard per cercare di capire i suoi scopi e lo minaccia velatamente.
Durante il viaggio di ritorno al Nord, Catelyn si ferma in una locanda situata nelle Terre dei Fiumi (altro regno facente parte dei Sette Regni e governato dal padre della donna, lord Hoster Tully), dove incontra Tyrion, di ritorno dalla Barriera. Cat lo accusa pubblicamente del tentato assassinio di Bran e, sfruttando i suoi rapporti di amicizia con tutte le casate delle Terre dei Fiumi, assolda alcuni nobili cavalieri ed un paio di mercenari, prendendo il nano prigioniero.
- Durata: 56 minuti[16]
- Guest star: Donald Sumpter (Maestro Luwin), Conleth Hill (Lord Varys), Jerome Flynn (Bronn), Owen Teale (Ser Alliser Thorne), Jamie Sives (Jory Cassel), Ron Donachie (Ser Rodrik Cassel), Francis Magee (Yoren), Ian McElhinney (Ser Barristan Selmy), Dominic Carter (Janos Slynt), Julian Glover (Gran Maestro Pycelle), Gethin Anthony (Lord Renly Baratheon), Emun Elliott (Marillion), Susan Brown (Septa Mordane), Margaret John (Nan), John Bradley (Samwell Tarly), Mark Stanley (Grenn), Josef Altin (Pypar), Luke McEwan (Rast), Conan Stevens (Ser Gregor Clegane), Amrita Acharia (Irri), Roxanne McKee (Doreah), Kristian Nairn (Hodor), Jefferson Hall (Ser Hugh della Valle), Eugene Simon (Lancel Lannister)[17], Joe Dempsie (Gendry), Andrew Wilde (Tobho Mott), Callum Wharry (Principe Tommen Baratheon), Aimee Richardson (Principessa Myrcella Baratheon), Kevin Keenan (Kurleket), Patrick Ryan (Cavaliere dei Frey), Ryan McKenna (Ser Willis Wode), Susie Kelly (Masha Heddle).
- Capitoli trasposti dalle Cronache del ghiaccio e del fuoco: 25 (Bran IV), 26 (Eddard V), 27 (Jon IV), 28 (Eddard VI), 29 (Catelyn V), 30 (Sansa II) e 37 (Daenerys IV) del romanzo Il gioco del trono (A Game of Thrones).
- Tracce della colonna sonora presenti: A Raven from King's Landing, A Golden Crown, Await the King's Justice, To Vaes Dothrak.
- Ascolti USA: telespettatori 2 451 000 – share 2%[18]
- Ascolti Italia (pay): telespettatori 286 983[14]
- Ascolti Italia (free): telespettatori 377 000 – share 1,51%[15]

## Il lupo e il leone
- Titolo originale: The Wolf and the Lion
- Diretto da: Brian Kirk
- Scritto da: David Benioff e D.B. Weiss

### Trama
Ad Approdo del Re continua il torneo in onore del nuovo Primo Cavaliere. Gli sfidanti alla giostra di quel giorno sono ser Loras Tyrell, soprannominato il Cavaliere di Fiori, e la "Montagna che Cavalca”, ovvero Gregor Clegane, fratello maggiore del Mastino. Il giovane Tyrell vince con un escamotage, ma Clegane, infuriato, prima uccide il proprio cavallo e poi attacca a sorpresa l'avversario, che viene però difeso da Sandor, frappostosi tra i due.
Più tardi, Varys rivela ad Eddard che uno dei cavalieri morti al torneo quel giorno era stato pagato per avvelenare Arryn con un veleno chiamato "Lacrime di Lys", affermando inoltre che re Robert potrebbe fare la stessa fine.
Arya si ritrova casualmente ad origliare una conversazione tra Varys e Magistro Illyrio (nobiluomo della città libera di Pentos, segretamente legato alla Casa Targaryen), nella quale i due concordano sul fatto che una guerra è ormai alle porte; la bambina riferisce tutto al padre, ma non viene creduta.
Durante una riunione del Concilio Ristretto, re Robert viene informato della gravidanza di Daenerys e pertanto ordina che la ragazza venga assassinata, ma Eddard si oppone a tale decisione e si dimette dall'incarico di Primo Cavaliere.
Mentre Robert e sua moglie Cersei hanno un intenso scambio di opinioni riguardo al loro rapporto coniugale, Eddard incontra una giovane prostituta, madre di una bambina appena nata e avuta da re Robert, nel bordello di Ditocorto.
Usciti dal bordello, Eddard ed i suoi uomini vengono circondati da Jaime e alcuni suoi soldati, che attaccano gli uomini del Nord. I soldati di Ned vengono uccisi, Eddard viene ferito alla gamba e lasciato a terra privo di sensi, mentre Jaime lascia la città, intimandogli di dire a sua moglie Cat di rilasciare suo fratello Tyrion.
Lungo la Strada Alta, diretti verso la Valle di Arryn (altro regno facente parte dei Sette Regni e un tempo amministrato da Jon Arryn), Tyrion nega fermamente a Catelyn di aver avuto a che fare con Bran. 
 Poco dopo, il gruppo viene attaccato da alcuni barbari delle montagne e, durante lo scontro, il Folletto salva la vita a lady Stark, così tutti scampano all'agguato.
Una volta giunti a Nido dell'Aquila, capoluogo della Valle, Lysa accusa pubblicamente Tyrion di essere responsabile della morte di suo marito Jon e pertanto ordina che venga rinchiuso nelle celle del castello.
- Durata: 54 minuti[19]
- Guest star: Donald Sumpter (Maestro Luwin), Conleth Hill (Lord Varys), Jamie Sives (Jory Cassel), Ron Donachie (Ser Rodrik Cassel), Jerome Flynn (Bronn), Francis Magee (Yoren), Ian McElhinney (Ser Barristan Selmy), Kate Dickie (Lady Lysa Arryn), Julian Glover (Gran Maestro Pycelle), Gethin Anthony (Lord Renly Baratheon), Roger Allam (Magistro Illyrio Mopatis), Emun Elliott (Marillion), Finn Jones (Ser Loras Tyrell), Conan Stevens (Ser Gregor Clegane), Ciaran Bermingham (Mord), Susan Brown (Septa Mordane), Esmé Bianco (Ros), Jefferson Hall (Ser Hugh della Valle), Lino Facioli (Lord Robin Arryn), Brendan McCormack (Ser Vardis Egen), Robert Sterne (Araldo reale), Alan Paris (Cappa Dorata), Kevin Keenan (Kurleket), Ryan McKenna (Ser Willis Wode), Eugene Simon (Lancel Lannister), Antonia Christophers (Mhaegen), Emily Diamond (Prostituta), Callum Wharry (Principe Tommen Baratheon), Aimee Richardson (Principessa Myrcella Baratheon).
- Capitoli trasposti dalle Cronache del ghiaccio e del fuoco: 31 (Eddard VII), 32 (Tyrion IV), 33 (Arya III), 34 (Eddard VIII), 35 (Catelyn VI) e 36 (Eddard IX) del romanzo Il gioco del trono (A Game of Thrones).
- Tracce della colonna sonora presenti: Small Pack of Wolves.
- Ascolti USA: telespettatori 2 580 000 – share 2%[20]
- Ascolti Italia (pay): telespettatori 225 591[21]
- Ascolti Italia (free): telespettatori 534 000 – share 1,82%[22]

## La corona d'oro
- Titolo originale: A Golden Crown
- Diretto da: Daniel Minahan
- Scritto da: David Benioff e D.B. Weiss (soggetto), Jane Espenson, David Benioff e D.B. Weiss (sceneggiatura)

### Trama
Eddard si risveglia dolorante nei suoi alloggi privati, dove trova ad aspettarlo re Robert e la regina Cersei, che lo accusa dell'agguato a Jaime e dell'arresto di Tyrion. Robert prende le difese di Ned e arriva a picchiare la sua regale consorte, poi costringe Eddard a ritirare le dimissioni da Primo Cavaliere e, infine, lo informa che prenderà parte ad una battuta di caccia e che quindi, in sua assenza, Ned svolgerà le funzioni di reggente.
Sostituitosi al re durante le udienze giornaliere, Eddard viene informato che, nelle Terre dei Fiumi, alcuni villaggi stanno venendo razziati dagli uomini al comando di ser Gregor, alfiere di Tywin Lannister, che è il padre della regina Cersei. Poiché la Casa Tully, a cui appartiene sua moglie Catelyn, è signora di quelle terre, Eddard interpreta l'attacco di ser Gregor come una forma di rappresaglia per il rapimento del Folletto e pertanto convoca lord Tywin a giudizio, affinché risponda dei crimini del suo vassallo. Inoltre, Eddard affida al cavaliere Beric Dondarrion il compito di fermare e catturare ser Gregor.
Dopo lo scontro con ser Jaime, Eddard è fermamente deciso a tornare al Nord, ma trova l'opposizione delle sue figlie: le proteste di Sansa, che vuole restare nella capitale ed elogia i capelli biondi di Joffrey, suo promesso sposo, richiamano l'attenzione di Ned sull'incongruenza dei tratti somatici di Robert e Joffrey, deducendo che il padre dei tre principi reali, figli di Cersei, sia in realtà Jaime e che l'assassinio di Arryn e l'agguato a Bran siano stati commessi per mantenere tale segreto.
A Grande Inverno, intanto, Bran si trova all’aperto con il fratello maggiore Robb e con Theon Greyjoy; quest'ultimo è il figlio del Lord Protettore delle Isole di Ferro (altro regno facente parte dei Sette Regni, amministrato dalla Casa Greyjoy) ed è stato preso come "ostaggio" dagli Stark quando era solo un bambino, dopo la ribellione di suo padre Balon, avvenuta circa nove anni prima. 
 Il trio di ragazzi sta commentando l'attentato avvenuto contro lord Eddard ma, dopo un acceso scambio di opinioni, Robb e Theon si accorgono che Bran si è allontanato da loro in sella al suo cavallo.
Galoppando troppo velocemente nel bosco, Bran cade vittima di un'imboscata da parte di una manciata di bruti. L'arrivo fortunoso dei suoi due compagni, prima Robb e poi Theon, lo salva. Stark e Greyjoy, alla fine, prendono prigioniera l'unica sopravvissuta del gruppo dei bruti, una donna di nome Osha, impiegandola poi come serva a Grande Inverno.
Tyrion, rinchiuso nella fortezza di Nido dell'Aquila, grazie al suo acume ed alla sua astuzia riesce ad ottenere un processo per singolar tenzone (un processo per combattimento). Il suo campione è il mercenario Bronn, che vince lo scontro contro ser Vardis Egen, il campione di lady Lysa.
Dichiarato innocente, Tyrion parte per gli accampamenti militari Lannister stanziatisi, nel frattempo, nelle Terre dei Fiumi.
Al di là dal Mare Stretto, intanto, Daenerys sta conquistando la stima dei Dothraki ed esegue un crudele rituale della fertilità, divorando un intero cuore di cavallo crudo, mentre suo fratello Viserys continua ad essere ignorato e la sua impazienza a crescere.
Daenerys scopre inoltre di essere immune al contatto con fiamme roventi.
Durante un festeggiamento per il bambino che la Khaleesi porta in grembo, Viserys tenta di rubare le tre preziose uova di drago di sua sorella, non riuscendovi grazie all'opposizione di ser Jorah. In preda al furore, Viserys si ubriaca e poi entra nella tenda dei festeggiamenti, dove minaccia di morte la sorella se Khal Drogo non terrà fede alla promessa di dargli la “corona” in cambio della sposa. Drogo finge di stare al gioco, "incoronandolo" poi con dell'oro fuso. Daenerys osserva impassibile la scena, commentando cinicamente che il Vero Drago erede dei Targaryen non sarebbe dovuto morire a contatto con il fuoco.
- Durata: 53 minuti[23]
- Guest star: Jerome Flynn (Bronn), Ron Donachie (Ser Rodrik Cassel), Ian McElhinney (Ser Barristan Selmy), Finn Jones (Ser Loras Tyrell)[24], Kate Dickie (Lady Lysa Arryn), Julian Glover (Gran Maestro Pycelle), Gethin Anthony (Lord Renly Baratheon), Emun Elliott (Marillion), Miltos Yerolemou (Syrio Forel), Ciaran Bermingham (Mord), Susan Brown (Septa Mordane), Natalia Tena (Osha), Lino Facioli (Lord Robin Arryn), Esmé Bianco (Ros), Amrita Acharia (Irri), Roxanne McKee (Doreah), Kristian Nairn (Hodor), Brendan McCormack (Ser Vardis Egen), Elyes Gabel (Rakharo), Dar Salim (Qotho), Eugene Simon (Lancel Lannister), Amira Ghazella (Membro delle Dosh Khaleen), Niall Cusack (Joss), Stephen Don (Stiv), Patrick Rocks (Cavaliere dei Lynderly), Barrington Cullen (Lord Eon Hunter), Barry O'Connor (Wallen), David Scott (Lord Beric Dondarrion).
- Capitoli trasposti dalle Cronache del ghiaccio e del fuoco: 38 (Bran V), 39 (Tyrion V), 40 (Eddard X), 41 (Catelyn VII), 44 (Eddard XI), 45 (Sansa III) e 47 (Daenerys V) del romanzo Il gioco del trono (A Game of Thrones).
- Tracce della colonna sonora presenti: A Raven from King's Landing, You'll Be Queen One Day, Black of Hair.
- Ascolti USA: telespettatori 2 444 000 – share 2%[25]
- Ascolti Italia (pay): telespettatori 238 842[21]
- Ascolti Italia (free): telespettatori 480 000 – share 1,87%[22]

## Il gioco dei troni
- Titolo originale: You Win or You Die
- Diretto da: Daniel Minahan
- Scritto da: David Benioff e D.B. Weiss

### Trama
Nelle Terre dei Fiumi, lord Tywin è pronto con un esercito a muovere guerra alla Casa Tully: l'uomo, per nulla turbato dall'arrivo della lettera di Eddard, discute con suo figlio Jaime e gli spiega i motivi che l'hanno spinto ad invadere la terra natia di Catelyn.
Alla Barriera, intanto, fa ritorno il cavallo di Benjen, anche se del ranger non c'è nessuna traccia e pertanto viene creduto disperso o, peggio ancora, morto.
 Jon viene nominato attendente del comandante Mormont e, benché deluso per non essere stato qualificato come ranger, presta ugualmente il giuramento e diviene un Guardiano della Notte a tutti gli effetti.
A Vaes Dothrak, città sacra per i Dothraki, ser Jorah sventa l'attentato ordinato da Robert ai danni di Daenerys. A quel punto, Khal Drogo ricompensa l'uomo e poi promette alla sua Khaleesi un dono per il loro bambino in arrivo: salperà alla volta di Westeros col suo intero khalasar e conquisterà il Trono di Spade ed i Sette Regni.
Ad Approdo del Re, Cersei ed Eddard hanno un duro scontro verbale, nel quale entrambi escono allo scoperto sulle loro intenzioni: ormai la frattura fra le loro casate è inevitabile.
Re Robert torna in città ferito gravemente, in seguito alla battuta di caccia andata male, quindi chiede all'amico Stark di scrivere il suo testamento, in cui lo nomina reggente dei Sette Regni, finché suo figlio Joffrey non raggiungerà l'età giusta per regnare. Eddard trascrive però la parola "vero erede" anziché "figlio".
Intuito che l'incidente di caccia di Robert era solo un modo per ucciderlo e farlo fuori, Renly, suo fratello minore, tenta di convincere Eddard a togliere la custodia di Joffrey a Cersei, perché vuole prendersi lui il Trono di Spade. Ned, però, rifiuta categoricamente, poiché ritiene che sia Stannis Baratheon, fratello maggiore di Renly, il legittimo erede al Trono, quindi gli invia una lettera in cui lo avvisa della vera paternità dei tre figli di Cersei.
Re Robert muore a causa della ferita troppo profonda, quindi Eddard, con l'appoggio della Guardia Cittadina (che è stata pagata da Ditocorto affinché sia fedele a Ned), accusa Joffrey, in quel momento già sedutosi sul Trono di Spade, di essere indegno di regnare, poiché frutto di un incesto. Il rapido tradimento di Baelish e della Guardia Cittadina, però, porta Eddard ad essere arrestato.
- Durata: 58 minuti[26]
- Guest star: Donald Sumpter (Maestro Luwin), Conleth Hill (Lord Varys), James Cosmo (Lord Jeor Mormont), Owen Teale (Ser Alliser Thorne), Charles Dance (Lord Tywin Lannister), Ian McElhinney (Ser Barristan Selmy), John Bradley (Samwell Tarly), Peter Vaughan (Maestro Aemon), Julian Glover (Gran Maestro Pycelle), Gethin Anthony (Lord Renly Baratheon), Dominic Carter (Janos Slynt), Natalia Tena (Osha), Esmé Bianco (Ros), Mark Stanley (Grenn), Josef Altin (Pypar), Luke McEwan (Rast), Amrita Acharia (Irri), Roxanne McKee (Doreah), Elyes Gabel (Rakharo), Dar Salim (Qotho), Robert Sterne (Araldo reale), Simon Lowe (Mercante di vini), Sahara Knite (Armeca), Graham Charles (Varly), Brian Fortune (Othell Yarwyck), Jeffrey O'Brien (Jaremy Rykker), Dennis McKeever (Guardiano della notte), Phil Dixon (Tomard), Tristan Mercieca (Uccelletto di Lord Varys).
- Capitoli trasposti dalle Cronache del ghiaccio e del fuoco: 46 (Eddard XII), 48 (Eddard XIII), 49 (Jon VI), 50 (Eddard XIV) e 55 (Daenerys VI) del romanzo Il gioco del trono (A Game of Thrones).
- Tracce della colonna sonora presenti: The Wall, You Win or You Die.
- Ascolti USA: telespettatori 2 396 000 – share 3%[27]
- Ascolti Italia (pay): telespettatori 270 880[28]
- Ascolti Italia (free): telespettatori 512 000 – share 1,80%[29]

## La guerra alle porte
- Titolo originale: The Pointy End
- Diretto da: Daniel Minahan
- Scritto da: George R. R. Martin

### Trama
Ad Approdo del Re, le guardie Lannister prendono in custodia Sansa ed eliminano ciò che resta delle guardie Stark, poi costringono la ragazza ad inviare una lettera al fratello maggiore, Robb, per imporgli la sottomissione alla Corona e per informarlo del "tradimento" di Ned.
Il maestro di scherma di Arya, Syrio Forel, si sacrifica e riesce a far scappare la bambina, in quel momento braccata da alcune guardie Lannister.
Rimasta sola, Arya recupera la spada donatagli dal fratello bastardo Jon e, dopo aver pugnalato un ragazzino che voleva consegnarla alla regina, si nasconde tra le mura cittadine.
Il Concilio Ristretto si è liberato di tutte le cariche vacanti, consegnandole a fedeli e affiliati della Casa Lannister: la carica di Primo Cavaliere è andata a lord Tywin, mentre ser Barristan Selmy, comandante della Guardia Reale, viene sollevato dall'incarico, perché accusato di essere troppo vecchio; egli però si rifiuta di accettare le condizioni offertegli e si allontana dalla sala.
In tale seduta, Sansa tenta di suscitare la compassione dell'irremovibile re Joffrey, il quale accetta di graziare Eddard solo se questi lo riconoscerà come vero ed unico re.
Alla Barriera, intanto, vengono portati i corpi di due ranger trovati morti e facenti parte della spedizione di Benjen; non si hanno però ancora tracce dell'uomo e del resto della sua squadra.
Il Lord Comandante Mormont viene informato della morte del re e dell'accusa di tradimento imputata a lord Eddard, pertanto avvisa il giovane Snow (turbato per la sorte delle sorelle e del padre), che in segreto medita di disertare e fuggire dalla Barriera.
Durante la notte, uno dei due cadaveri dei ranger si rianima come non-morto e attacca il comandante Mormont, Jon ed il suo meta-lupo, Spettro. Il non-morto, che all'apparenza sembrava invincibile, viene ucciso da Jon grazie all'espediente di bruciarlo con il fuoco.
A Nido dell'Aquila, lady Catelyn cerca l'alleanza della sorella Lysa, che però gliela nega, poiché intende tenere l'esercito della Valle a protezione sua e del suo unico figlio, Robin Arryn.
Catelyn se ne va delusa, per poi dirigersi verso Grande Inverno.
Sulla via del ritorno, Tyrion e Bronn vengono circondati dai barbari delle montagne, pronti ad ucciderli ma, grazie alla sua dialettica, il Folletto riesce a persuaderli a combattere con suo padre contro gli Stark.
Durante il saccheggio di un villaggio, contro ogni usanza conosciuta, Daenerys salva e protegge alcune schiave, provocando così dissapori tra i suoi soldati. Uno di loro si ribella e viene ucciso personalmente da Drogo, il quale, ferito, si fa convincere da Daenerys ad affidarsi alle cure di una delle schiave appena salvate da lei: una guaritrice di nome Mirri Maz Durr.
A Grande Inverno, Robb riceve l'ordine di sottomettersi a re Joffrey I e, per tutta risposta, chiama a raccolta l'esercito del Nord e dichiara guerra aperta ai Lannister, nominando suo fratello minore, Bran, Lord di Grande Inverno in sua vece.
Una volta giunta all'accampamento militare degli Stark, Cat si ricongiunge col figlio maggiore e con i suoi luogotenenti e lo esorta a proseguire la sua marcia.
Nelle Terre dei Fiumi, intanto, Tyrion raggiunge l'accampamento Lannister assieme ai suoi nuovi "alleati". Alla vista del figlio e del suo poco regale seguito, Tywin costringe il Folletto a prendere posto nelle prime linee dell'esercito Lannister, comandando per l'appunto i suoi "nuovi amici", i barbari delle montagne.
- Durata: 58 minuti[30]
- Guest star: Donald Sumpter (Maestro Luwin), Conleth Hill (Lord Varys), Jerome Flynn (Bronn), James Cosmo (Lord Jeor Mormont), Owen Teale (Ser Alliser Thorne), Ron Donachie (Ser Rodrik Cassel), Charles Dance (Lord Tywin Lannister), Ian McElhinney (Ser Barristan Selmy), John Bradley (Samwell Tarly), Julian Glover (Gran Maestro Pycelle), Miltos Yerolemou (Syrio Forel), Kate Dickie (Lady Lysa Arryn), Dominic Carter (Lord Janos Slynt), Natalia Tena (Osha), Susan Brown (Septa Mordane), Clive Mantle (Lord Jon Umber), Mark Stanley (Grenn), Josef Altin (Pypar), Luke McEwan (Rast), Mark Lewis Jones (Shagga), Mia Soteriou (Mirri Maz Duur), Amrita Acharia (Irri), Roxanne McKee (Doreah), Kristian Nairn (Hodor), Elyes Gabel (Rakharo), Dar Salim (Qotho), Robert Sterne (Araldo reale), Ian Gelder (Ser Kevan Lannister), Lino Facioli (Lord Robin Arryn), Art Parkinson (Rickon Stark), Ian Beattie (Ser Meryn Trant), Simon Stewart (Messaggero dei Lannister), Matthew Scurfield (Vayon Poole), Frank O'Sullivan (Messaggero dei Guardiani della notte), Brian Fortune (Othell Yarwyck), Dennis McKeever (Guardiano della notte)[17], Chris Gallagher (Esploratore dei Lannister), Rick Burn (Guardia degli Stark), Hugo Culverhouse (Stalliere), Tobias Winter (Timett)[17].
- Altri interpreti: Ivailo Dimitrov (Mago)[31].
- Capitoli trasposti dalle Cronache del ghiaccio e del fuoco: 43 (Tyrion VI), 51 (Arya IV), 52 (Sansa IV), 53 (Jon VII), 54 (Bran VI), 56 (Catelyn VIII), 57 (Tyrion VII), 58 (Sansa V), 59 (Eddard XV) e 62 (Daenerys VII) del romanzo Il gioco del trono (A Game of Thrones).
- Tracce della colonna sonora presenti: North of the Wall, You Win or You Die.
- Ascolti USA: telespettatori 2 715 000 – share 3%[32]
- Ascolti Italia (pay): telespettatori 311 764[28]
- Ascolti Italia (free): telespettatori 502 000 – share 1,98%[29]

## La confessione
- Titolo originale: Baelor
- Diretto da: Alan Taylor
- Scritto da: David Benioff e D.B. Weiss

### Trama
Ad Approdo del Re, Eddard continua ad essere tenuto prigioniero nelle segrete della Fortezza Rossa, il palazzo reale. Varys, in gran segreto, lo nutre e lo aggiorna sulle novità, esortandolo a giurare fedeltà a Joffrey per salvarsi la vita. Ned, però, manifesta le sue intenzioni di non voler confessare il suo presunto tradimento ai danni della Corona.
Nelle Terre dei Fiumi, l'esercito Stark continua ad avanzare verso Approdo del Re e, una volta giunto in prossimità delle Torri Gemelle, Robb invia sua madre a contrattare con l'anziano lord Walder Frey, alfiere dei Tully e signore di quelle terre, nel tentativo di ottenere il permesso di attraversare il guado cittadino. Le trattative hanno esito positivo e il ragazzo sigla anche un patto matrimoniale con una delle nipoti/figlie di lord Walder.
Alla Barriera, intanto, il Lord Comandante Mormont affida la sua spada in Acciaio di Valyria, "Lungo Artiglio", al giovane Snow, come ricompensa per avergli salvato la vita.
Successivamente, Jon viene informato dall'amico Sam delle manovre militari del fratellastro Robb e continua a meditare di disertare per raggiungere la sua famiglia, nonostante il giuramento dei Guardiani della Notte imponga loro di difendere il reame senza interferire nei vari scontri politici e militari.
Nel frattempo, nel Mare Dothraki, Khal Drogo è sofferente per via di un'infezione causatagli dalle precedenti ferite e, nonostante gli sforzi della sua Khaleesi, sembra destinato a morte certa. Daenerys si affida quindi alla guaritrice Mirri Maz Durr per eseguire dei riti di magia come ultima speranza per salvare Drogo. Un suo luogotenente le si rivolta contro per via di questa scelta e ser Jorah si vede costretto ad ucciderlo.
All'improvviso, Daenerys inizia a soffrire per il parto prematuro, ma le levatrici dothraki si rifiutano di assisterla, in quanto credono sia stata maledetta da Mirri Maz Durr, alla quale, alla fine, ser Jorah è costretto a chiedere aiuto.
La sera prima della battaglia, Tyrion, infuriato per l'ordine ricevuto dal padre, si concede vari svaghi nella sua tenda ed invita una giovane prostituta di nome Shae a passare la notte con lui.
 Il mattino dopo, l'esercito Lannister si scontra con l'esercito del Nord, guidato da Roose Bolton, un alfiere degli Stark. Nonostante le truppe Lannister vincano lo scontro, al termine della battaglia ricevono la notizia che Robb, al comando di un distaccamento dell'esercito Stark, ha colto alle spalle l'esercito di Jaime, impegnato nell'assedio di Delta delle Acque (capoluogo delle Terre dei Fiumi), sconfiggendolo e prendendo prigioniero lo stesso Sterminatore di Re.
Arya, nel frattempo, continua a nascondersi nei bassifondi della città.
Suo malgrado, la ragazzina assiste alla deportazione di suo padre Ned al Tempio di Baelor per il pubblico processo, facendosi strada fra la folla urlante, che accusa lord Stark di essere un traditore.
Mentre viene trascinato verso re Joffrey, Eddard scorge Yoren, un reclutatore dei Guardiani della Notte e amico di suo fratello Benjen, tra la calca, pertanto gli fa cenno di occuparsi della piccola Arya, appostata in quel momento in gran segreto ai piedi di una statua, mentre lui accetta di confessare fedeltà al Trono.
Nonostante la "confessione di tradimento" e tutte le falsità che Ned si è trovato costretto ad ammettere, re Joffrey lo condanna a morte per decapitazione, con in sottofondo le urla disperate della giovane Sansa, ancora tenuta in ostaggio dai Lannister.
- Durata: 56 minuti[33]
- Guest star: Conleth Hill (Lord Varys), Jerome Flynn (Bronn), James Cosmo (Lord Jeor Mormont), Ron Donachie (Ser Rodrik Cassel), Charles Dance (Lord Tywin Lannister), Francis Magee (Yoren), John Bradley (Samwell Tarly), Julian Glover (Gran Maestro Pycelle), Peter Vaughan (Maestro Aemon), Sibel Kekilli (Shae), David Bradley (Lord Walder Frey), Dominic Carter (Lord Janos Slynt)[17], Clive Mantle (Lord Jon Umber), Wilko Johnson (Ser Ilyn Payne), Mark Stanley (Grenn), Josef Altin (Pypar), Luke McEwan (Rast), Mark Lewis Jones (Shagga), Mia Soteriou (Mirri Maz Duur), Amrita Acharia (Irri), Roxanne McKee (Doreah), Elyes Gabel (Rakharo), Dar Salim (Qotho), Ian Gelder (Ser Kevan Lannister), Edward Merciera (Fornaio di Approdo del Re), Marcus Lamb (Guardiano della notte), Colin Carnegie (Stevron Frey), Bryan McCaugherty (Ryger Rivers), Stephen Grech (Monello di Approdo del Re), Vinnie McCabe (Leo Lefford)[17], Frank O'Sullivan (Messaggero dei Guardiani della notte)[17], Tobias Winter (Timett)[17], Kelly Long (Lady Joyeuse Erenford)[17].
- Capitoli trasposti dalle Cronache del ghiaccio e del fuoco: 59 (Eddard XV), 60 (Catelyn IX), 61 (Jon VIII), 63 (Tyrion VIII), 64 (Catelyn X), 65 (Daenerys VIII) e 66 (Arya V) del romanzo Il gioco del trono (A Game of Thrones).
- Tracce della colonna sonora presenti: Goodbye Brother, The Kingsroad, Victory Does Not Make Us Conquerors.
- Ascolti USA: telespettatori 2 664 000[34]
- Ascolti Italia (pay): telespettatori 307 931[35]
- Ascolti Italia (free): telespettatori 461 000 – share 1,62%[36]

## Fuoco e sangue
- Titolo originale: Fire and Blood
- Diretto da: Alan Taylor
- Scritto da: David Benioff e D.B. Weiss

### Trama
Ad Approdo del Re, il reclutatore dei Guardiani della Notte, Yoren, taglia i capelli ad Arya per farla assomigliare ad un maschio e decide di portarla via con sé e con le sue reclute, per condurla sana e salva a Grande Inverno.
La piccola viene subito presa di mira da due bulli ma, grazie alla sua spada e a Gendry, figlio bastardo di re Robert ed ex aiutante dell'armaiolo, riesce a farsi rispettare. Successivamente, la carovana di reclute parte verso il Nord.
Alla Fortezza Rossa, re Joffrey tortura Sansa mostrandole la testa del padre, della sua septa e di altre persone a lei care, infilate su delle picche: Sansa comincia a dare segni di repulsione verso il ragazzo e a tramare contro di lui.
A Grande Inverno, Bran continua a fare strani sogni, soprattutto su dei corvi, che sembrano essere premonitori sulla sorte del padre. Poco dopo, infatti, riceve la notizia della morte di lord Eddard.
Anche nell'accampamento dell'esercito del Nord giunge la notizia della morte di Ned, che lacera gli animi di Robb e di sua madre Cat. A quel punto, gli alfieri del Nord rinnovano la loro lealtà a Robb e lo nominano Re del Nord, in aperto contrasto al Re dei Sette Regni, Joffrey.
Lady Catelyn parla con Jaime, in quel momento tenuto prigioniero, e riesce a fargli confessare la defenestrazione di Bran, pur senza scoprirne la motivazione.
Nell'accampamento militare dei Lannister, il Primo Cavaliere Tywin ammette di aver sottovalutato la scaltrezza di suo figlio Tyrion in battaglia e, in un inatteso atto di fiducia, lo nomina Primo Cavaliere in sua vece. Prima di partire per Approdo del Re, però, a Tyrion viene consigliato di tenere d'occhio e imporre rigore a Joffrey e Cersei.
Alla Barriera, Jon fugge alla volta dell'esercito Stark, ma i suoi confratelli lo scoprono e riescono a fargli cambiare idea. Alla fine, Snow viene ammonito e convinto a rinnovare la sua lealtà ai soli Guardiani della Notte.
Il Lord Comandante Mormont, preoccupato per le insistenti voci sugli Estranei, organizza una vasta spedizione al di là della Barriera e chiama a raccolta tutti gli uomini disponibili.
Nel Mare Dothraki, la maggior parte del khalasar di Drogo se n'è andato e con Daenerys sono rimasti solo pochi fedeli. Drogo è sopravvissuto grazie allo strano rito di guarigione della schiava Mirri Maz Durr, ma si ritrova in uno stato vegetativo, mentre suo figlio è nato morto e deforme: la schiava ha così ottenuto la vendetta per la distruzione del proprio villaggio.
Daenerys, sconvolta per la perdita del figlio e per le condizioni di Drogo, concede una morte dignitosa al marito e lo soffoca lei stessa con un cuscino, poi fa costruire un'alta pira funeraria, sulla quale vengono posti il corpo di Drogo, le tre uova di drago ricevute come dono di nozze e la schiava Mirri Maz Durr, legata viva: mentre le fiamme divampano, Daenerys vi si getta dentro senza mostrare alcun timore.
Il mattino dopo, ser Jorah ritrova la ragazza indenne tra le ceneri, con tre cuccioli di drago avvinghiati al corpo; a quel punto, gli uomini e le donne rimasti del suo khalasar le giurano eterna fedeltà.
- Durata: 53 minuti[37]
- Guest star: Donald Sumpter (Maestro Luwin), Conleth Hill (Lord Varys), Jerome Flynn (Bronn)[24], James Cosmo (Lord Jeor Mormont), Ron Donachie (Ser Rodrik Cassel), Charles Dance (Lord Tywin Lannister), Francis Magee (Yoren), John Bradley (Samwell Tarly), Julian Glover (Gran Maestro Pycelle), Emun Elliott (Marillion), Sibel Kekilli (Shae), Natalia Tena (Osha), Esmé Bianco (Ros), Clive Mantle (Lord Jon Umber), Wilko Johnson (Ser Ilyn Payne), Mark Stanley (Grenn), Josef Altin (Pypar), Mia Soteriou (Mirri Maz Duur), Amrita Acharia (Irri), Elyes Gabel (Rakharo), Ian Gelder (Ser Kevan Lannister), Kristian Nairn (Hodor), Eugene Simon (Lancel Lannister), Joe Dempsie (Gendry), Ben Hawkey (Frittella), Eros Vlahos (Lommy Maniverdi), Art Parkinson (Principe Rickon Stark), Ian Beattie (Ser Meryn Trant), Steven Blount (Lord Rickard Karstark), Gerry O'Brien (Jonos Bracken), Vinnie McCabe (Leo Lefford), B.J. Hogg (Addam Marbrand), Faolan Morgan (Guardia degli Stark).
- Capitoli trasposti dalle Cronache del ghiaccio e del fuoco: 66 (Arya V), 67 (Bran VII), 68 (Sansa VI), 69 (Daenerys IX), 70 (Tyrion IX), 71 (Jon IX), 72 (Catelyn XI) e 73 (Daenerys X) del romanzo Il gioco del trono (A Game of Thrones); 2 (Arya I) e 56 (Catelyn VII) del romanzo Lo scontro dei re (A Clash of Kings).
- Tracce della colonna sonora presenti: A Raven from King's Landing, The Wall, Jon's Honor, You Win or You Die, Kill Them All, When the Sun Rises in the West, King of the North, The Night's Watch, The Night's Watch, Finale.
- Ascolti USA: telespettatori 3 041 000[38]
- Ascolti Italia (pay): telespettatori 317 562[35]
- Ascolti Italia (free): telespettatori 447 000 – share 1,78%[36]